# 非轉向長期囚
非轉向長期囚（朝鲜语：／）是指在韓戰期間或之後被大韓民國長期監禁，但未有放棄共產主義和主體思想等信念的朝鮮人民軍和情節人員。非轉向長期囚的出現正值冷戰期間，反共意識強烈的青瓦台往往以國家保安法等名義把他們判處終生監禁，並試圖以各種方法使他們放棄其政治立場。1993年3月19日，因人道主義，大韓民國政府把朝鮮人民軍記者李仁模送返北朝鮮，結束其42年7個月的扣押生活。2000年9月2日，為實現《南北共同宣言》，青瓦台將63名於非轉向長期囚遣返北朝鮮。2005年10月2日，將情報人員鄭淳澤的遺體送返北朝鮮。時至2018年，尚有19名非轉向長期囚未遣返。儘管他們已經獲赦，但考慮到他們的年紀已達80至90歲，故此大韓民國的關注團體曾敦請青瓦台盡快讓他們回國。
在朝鮮民主主義人民共和國，非轉向長期囚得到勞動黨和政府的敬重，並稱他們為「不屈的統一愛國鬥士」。63名非轉向長期囚獲祖國統一獎和共和國英雄稱號，並得到位於平壤的現代式公寓、各種生活必需品和藥物，其健康則由朝鮮民主主義人民共和國紅十字會醫院專門跟進。此外，最高領導人金正恩還為他們舉行壽筵。另一方面，非轉向長期囚在死後也得到高規格的重視。2007年6月，李仁模離世後平壤為其舉行僅次於國葬的「人民葬」，並由最高人民會議常任委員長金永南、內閣總理金英日和朝鮮勞動黨統一戰線部部長金養建等高級幹部組成治葬委員會。

## 資料來源
1. 1 2  . 民Plus. 2018-04-19  [2018-08-25] （韩语）.[永久]
2. ↑  . MBC News. 1993-03-19  [2018-08-25]. （原始内容存档于2018-07-08） （韩语）.
3. ↑  . MBC News. 2000-09-02  [2018-08-01]. （原始内容存档于2018-08-21） （韩语）.
4. ↑  . 統一新聞. 2005-10-02  [2018-08-25] （韩语）.
5. ↑  . 京鄕新聞. 2018-08-03  [2018-08-25] （韩语）.
6. 1 2  . 統一新聞. 2015-08-31  [2018-08-25]. （原始内容存档于2018-08-27） （韩语）.
7. ↑  . 韓民族日報. 2006-09-01  [2018-08-25]. （原始内容存档于2018-08-27） （韩语）.
8. ↑  . 中國新聞網. 2015-01-05  [2018-08-25]. （原始内容存档于2018-08-27）.
9. ↑  . 中央日報. 2007-06-18  [2018-08-25]. （原始内容存档于2018-08-27） （韩语）.